# Michel Alexandrovitch de Russie
Pour les autres membres de la famille, voir Maison Romanov.
Michel Alexandrovitch de Russie (en russe : Михаил Александрович Романов, Mikhaïl Aleksandrovitch Romanov) est un grand-duc de Russie, membre de la dynastie des Romanov, né le 22 novembre 1878 à Saint-Pétersbourg et mort assassiné le 12 juin 1918 à Perm dans l'Oural.
Il fut l'héritier présomptif du trône de 1899 à 1904, pendant une période où son frère le tsar Nicolas II n'avait pas encore d'héritier mâle. Il fut aussi membre du Conseil d'État (1901), membre du Conseil des ministres (1902), inspecteur général de cavalerie (19 janvier 1917), général de division de l'armée impériale de Russie pendant la Première Guerre mondiale. Après l'abdication de son frère, il a été tsar pendant 24 heures du 15 au 16 mars 1917, sous le nom de Michel II (en russe : Михаил II/Mikhaïl II), sans jamais avoir été proclamé et reconnu par la Douma d'État de l'Empire russe, avant de renoncer au trône et de laisser le pouvoir à un gouvernement provisoire.

## Famille
Cinquième des six enfants et quatrième fils du tsar Alexandre III de Russie et de son épouse née Dagmar de Danemark (Maria Fedorovna), il est le frère cadet du tsar Nicolas II de Russie. Le décès prématuré de deux de ses frères aînés le rapproche de la succession au trône impérial : Alexandre mort au berceau dès 1870 et Georges mort de maladie en 1899. Le grand-duc devient à 20 ans l'héritier présomptif de son frère jusqu'à la naissance du tsarévitch Alexis en 1904.
Ses plus proches parents régnaient sur la Russie, la Grande-Bretagne et les Indes, la Norvège, le Danemark et la Grèce.
Si l'assassinat de leur grand-père le tsar Alexandre II de Russie en 1881 traumatisa ses frères et sœurs aînés, le grand-duc Michel, trop jeune, n'en garde aucun souvenir personnel.
Après l'échec de plusieurs tentatives de fiançailles, le grand-duc s'éprit d'une femme mariée, Natalia Cheremetievskaïa (1880-1952), qui divorça pour lui. Ils n'eurent qu'un enfant, Georges (1910-1931), titré comte Brassov par l'empereur Nicolas II en mars 1915.

## Biographie

### Enfance
Avec ses frères et sœurs, il est élevé au palais de Gatchina, situé à quelques verstes de Saint-Pétersbourg. Très intelligent, il avait une prédilection pour l'Histoire et considérait l'histoire de la Russie comme une chronique familiale des Romanov. Fils préféré de ses parents, c'était un enfant choyé, d'un caractère facétieux, insouciant et doté d'une bonne santé. Malgré l'imposante stature de son père (qui mesurait plus de 2 mètres) et son caractère de fer, il n'hésita pas un jour à le chahuter. La discipline de fer imposée par l'empereur le brida, comme son frère aîné Nicolas, futur empereur, et il deviendra un jeune homme d'une grande douceur mais indécis. Le grand-duc Michel était très proche de sa sœur cadette, la grande-duchesse Olga qui le surnommait « cher, chéri Floppy ». En 1899, cette vie d'insouciance prend fin, lorsque son frère, le grand-duc Georges, premier dans l'ordre de succession au trône, meurt de la tuberculose. Le 28 juin 1899, le grand-duc Michel devient le premier dans l'ordre de succession au trône. Cependant, il demeure un jeune homme frivole qui n'atteindra une certaine maturité qu'après sa rencontre avec Natalia Cheremetievskaïa. Il était de grande taille (comme beaucoup de membres masculins de la famille Romanov) doté d'un corps d'athlète, alors que son frère aîné, Nicolas était quant à lui de taille moyenne (1,73 mètre), trapu et d'une extrême timidité. Michel de Russie, à l'inverse, était d'une nature rieuse et vive. Cette légèreté de caractère vaudra plus tard au grand-duc un manque de confiance de la part des membres de la famille impériale.

### Vie sentimentale

#### Béatrice de Saxe-Cobourg-Gotha
En 1902, Michel Alexandrovitch de Russie s'éprend de la princesse Béatrice de Saxe-Cobourg-Gotha (fille d'Alfred Ier de Saxe-Cobourg-Gotha et de Maria Alexandrovna de Russie). Le grand-duc voulait épouser la jeune princesse, mais en vertu des lois de l'Église orthodoxe qui prohibait les mariages entre cousins au premier degré, le mariage ne fut pas autorisé. Michel Alexandrovitch de Russie, la mort dans l'âme, mit fin à sa relation avec la princesse.
La princesse Patricia de Connaught, nièce du roi du Royaume-Uni, fut également pressentie pour épouser le grand-duc. 
En 1904, la naissance du tsarévitch éloigna le grand-duc Michel du trône. Quand on découvrit que le tsarévitch était atteint d'une maladie congénitale grave, la question du mariage de grand-duc et de l'avenir de la dynastie se posa avec plus d'acuité.

#### Alexandra Kossikovskaïa dite Dina
En 1904, il rencontra Alexandra Kossikovskaïa qui répondait au surnom de Dina et qui était dame d'honneur de sa sœur, la grande duchesse Olga. Ils étaient épris l'un et l'autre et décidèrent de se marier. Le grand-duc demanda à son frère aîné Nicolas II la permission d'épouser Dina qui lui fut refusée : la jeune femme, certes aristocrate, n'était pourtant pas de sang royal et un mariage morganatique aurait contraint Michel à renoncer à ses droits au trône. Le grand-duc tenta d'épouser Alexandra loin de Saint-Pétersbourg, mais ils échouèrent. Ils voulurent fuir ensemble à l'étranger, mais ils en furent empêchés. Michel finit par admettre les arguments de sa famille et Alexandra Kossikovskaïa s'exila volontairement en Angleterre et ne retourna jamais en Russie.

#### Natalia Cheremetievskaïa

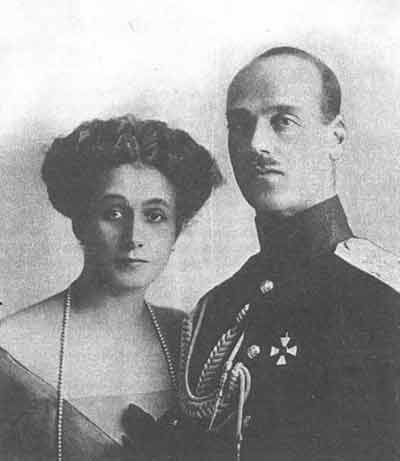
Natalia Cheremetievskaïa, future princesse Romanovskaïa-Brassova, et le grand-duc Michel de Russie.

En décembre 1907, Michel Alexandrovitch rencontra et s'éprit de Natalia Cheremetievskaïa, une femme divorcée une première fois et mariée en secondes noces à Vladimir Wulfert, officier des Cuirassiers impériaux. Le tsar n'autorisa pas son frère à épouser Natalia Sergueïevna. La jeune femme fut envoyée en Europe, tandis que le grand-duc reçut un commandement à Oriol. Les deux amants correspondirent par lettres ou télégrammes, mais, leur séparation devenant trop insupportable, ils se retrouvèrent et vécurent un temps ensemble en dehors des liens du mariage. En août 1910, Michel et Natalia eurent un fils hors mariage et l'appelèrent Georges, comme se prénommait le grand frère de Michel, le grand-duc Georges Alexandrovitch, décédé en 1899. Le divorce entre Natalia Cheremetievskaïa et son mari ne fut prononcé qu'à l'automne 1910, après la naissance de leur fils, qui fut enregistré comme « Georges Wulfert » à l'État-civil. Nicolas II accepta de faire changer l'acte de naissance et de légitimer l'enfant, qui s'appela désormais Georges Mikhaïlovitch Brassov (Brassov était le nom, issu de sa propriété de Brassovo, que le grand-duc Michel utilisait lorsqu'il désirait rester incognito). Les règles de la cour interdisaient à un héritier potentiel du trône d'épouser une roturière (divorcée deux fois de surcroît), or Michel était le deuxième dans la ligne de succession, derrière le tsarévitch Alexis (qui souffrait d'hémophilie). En 1912, après une promenade dans la forêt polonaise de Spała, le petit tsarévitch se blessa, victime d'une hémorragie interne. Rapidement, les forces d'Alexis s'amenuisèrent. Une douleur insupportable le faisait hurler et il refusait de manger. La fièvre ne cessant de monter, le tsarévitch était à l'agonie. Averti de l'état gravissime de l'héritier du trône, le grand-duc Michel s'affola, car si son neveu venait à mourir, il devenait premier dans la ligne de succession. Il était inconcevable pour lui que sa maîtresse ne fût pas à ses côtés.
La santé déficiente de sa belle-sœur, l'impératrice Alexandra Feodorovna, interdisait à celle-ci de donner le jour à un autre enfant. Comme il n'était pas marié, le grand-duc craignait que son frère ne le mariât à une quelconque princesse. Par conséquent, au cours de l'agonie du tsarévitch (qui ne mourra finalement qu'assassiné avec ses parents et ses sœurs aînées, et n'aurait cependant sans doute jamais pu régner), il se résolut à épouser morganatiquement Natalia. Le couple se maria en secret dans une église orthodoxe serbe de Vienne le 16 octobre 1912 (29 octobre dans le calendrier grégorien) contre la volonté de l'empereur. Michel Alexandrovitch, son épouse et son fils se virent donc contraints de vivre en exil hors de Russie, notamment en Grande-Bretagne et à côté de Paris dans un hôtel particulier de Boulogne-sur-Seine. Pour la famille impériale, l'union de Micha (surnom du grand-duc) avec Natalia Sergueïevna Cheremetievskaïa fut considérée comme une lâcheté, une trahison. Les deux frères se quittèrent après une rencontre orageuse, ils ne se reverront qu'au début de la Première Guerre mondiale.
Néanmoins, Nicolas II accorda à Natalia Cheremetievskaïa le titre de comtesse Brassova (une épouse morganatique n'avait aucun titre d'office et ne pouvait en aucun cas être grande-duchesse). De la même manière, l'empereur attribua à leur enfant, Georges Mikhaïlovitch (qui ne pouvait prétendre à la succession), le titre de comte Brassov. Il mourut dans un accident de voiture le 22 juillet 1931, à l'âge de vingt-et-un ans. Sa mère, installée à Paris après la révolution d'Octobre, finit par être titrée SAS princesse Romanovskaïa-Brassova le 28 juillet 1935 par le grand-duc Cyrille Vladimirovitch de Russie, prétendant au trône en exil. Elle mourut dans une grande misère.

### Héritier du trône
Lors de sa naissance, il figurait au quatrième rang de la ligne de succession au trône impérial après son père et ses frères, Nicolas Alexandrovitch et Georges Alexandrovitch. En 1894, au décès d'Alexandre III, son fils aîné lui succéda sous le nom de Nicolas II, le grand-duc Georges devint alors l'héritier présomptif du trône et Michel Alexandrovitch occupa le second rang dans l'ordre de succession au trône impérial de Russie.
Georges Alexandrovitch mourut de la tuberculose en 1899 et Michel Alexandrovitch devint alors prince héritier. Selon la règle de succession russe, la grande-duchesse Olga Nikolaïevna ne pouvait succéder à son père tant qu'un héritier du trône de sexe masculin, dont la priorité sur les filles avait en effet pour principe d'être indépendante de l'âge, était encore en vie.
Michel Alexandrovitch demeura l'héritier du trône de 1899 au 12 août 1904, date de la naissance du fils de Nicolas II, le tsarévitch Alexis. Le grand-duc redevint deuxième dans l'ordre de succession.
À cette époque, il avait un rôle de représentation pour suppléer à son frère. Il représenta à maintes reprises le tsar Nicolas II à des mariages, à des obsèques, dont ceux de la reine Victoria le 2 février 1901, et de l'Oncle de l'Europe, le roi Edouard VII en 1910.
Au cours de ses multiples voyages à l'étranger, le grand-duc Michel apprit à apprécier la culture britannique : ses passions étaient celles de l'élite anglaise de ce début du XXe siècle. C'était un excellent cavalier qui se passionnait en plus pour les automobiles comme le kronprinz Guillaume de Prusse. Il aimait également les animaux et se passionnait pour le sport et les courses de chevaux. Au cours des années où il fut l'héritier du trône de Russie, il vivait au palais de Gatchina situé près du quartier-général du régiment Préobrajensky dont il était commandant. C'est dans ce petit village que le grand-duc rencontra sa future épouse Natalia Sergueïevna Cheremetievskaïa.

### Carrière militaire

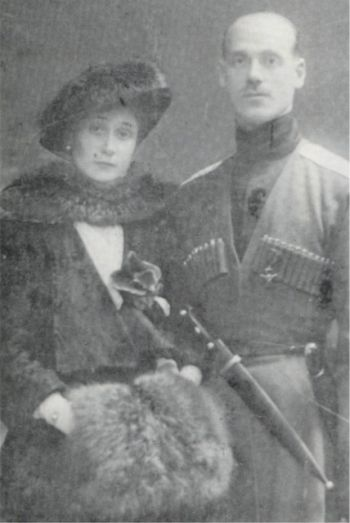
Le grand-duc Michel, commandant de la Division sauvage caucasienne, vêtu de la tcherkeska (longue veste portée par les Caucasiens ou les Cosaques du Kouban et du Terek), avec son épouse, la comtesse Brassova, née Natalia Sergueïevna Chremetievskaïa.

#### Formation
Le grand-duc Michel commença sa carrière militaire en 1884. De 1897 à 1900, il servit dans la 5e batterie d'un régiment d'artillerie à cheval de la Garde. De 1902 à 1904, il servit dans le régiment Préobrajensky et fut transféré, en 1904, dans un régiment de cuirassiers de la Garde. De 1909 à 1911, il commanda le 17e régiment de hussards de Tchernigov. En avril 1911, il fut nommé commandant en chef d'un régiment de cavalerie de la Garde.

#### Première Guerre mondiale

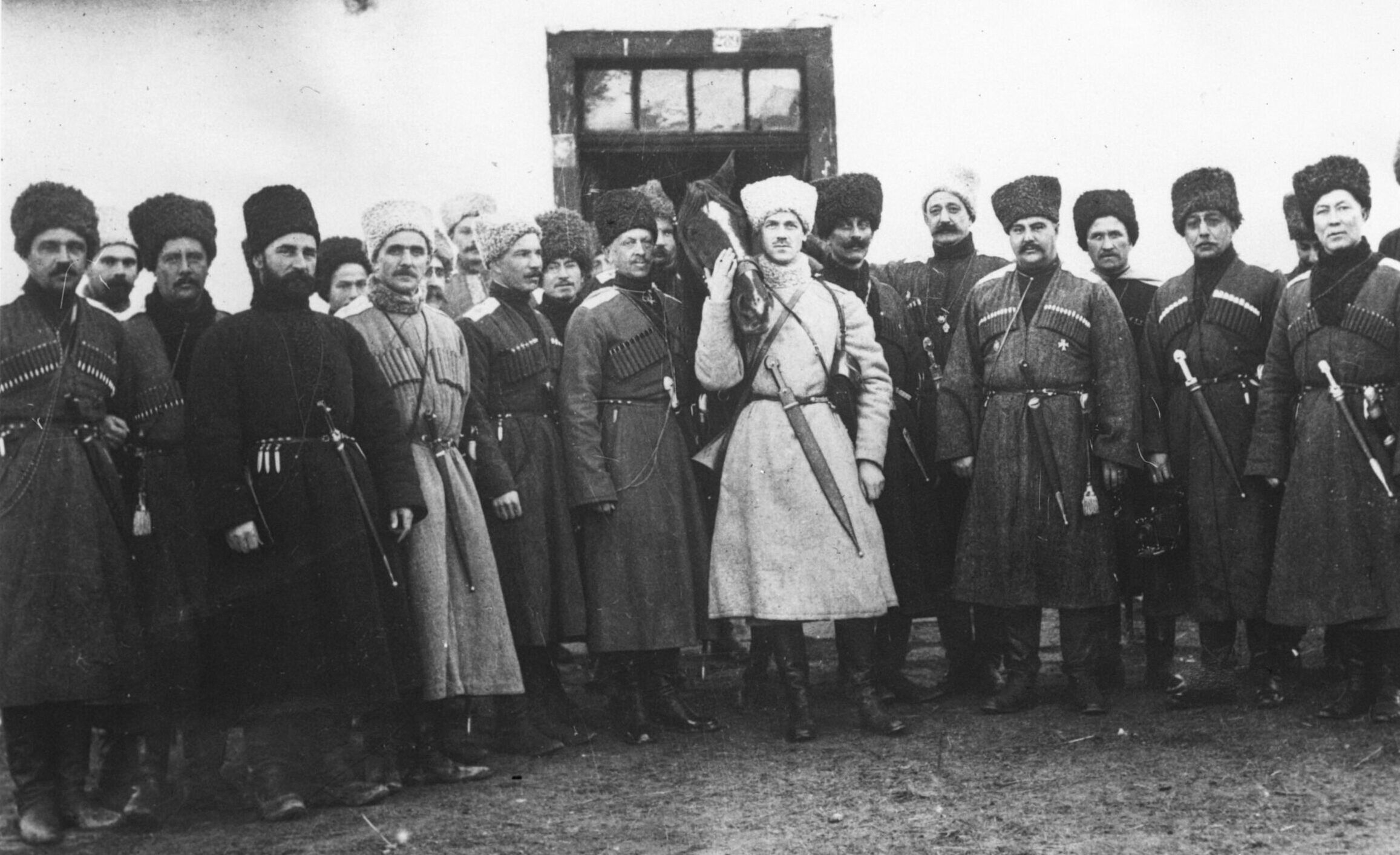
Le grand-duc Michel et ses officiers pendant la bataille des Carpates, 1915.

À l'entrée de la Russie dans la Première Guerre mondiale, Michel Alexandrovitch demanda au tsar la permission de rentrer en Russie avec son épouse et son fils. Ils s'installèrent donc au palais de Gatchina. Grâce à l'intervention de son ami, le général Illarion Vorontsov-Dachkov, vice-roi du Caucase russe, il obtint le grade de général de division en août 1914 et commanda la Division indigène de cavalerie caucasienne (surnommée la Division sauvage) formée de musulmans du Caucase, Tchétchènes, Tcherkesses et du Daghestan. Il fut très apprécié par ses soldats. Leurs hauts faits d'armes lui valurent la croix de Saint-Georges. Il commanda ensuite le 2e corps de cavalerie. En 1916, il fut promu lieutenant-général puis adjudant-général. Le 19 janvier 1917, il fut nommé au poste d'inspecteur général de cavalerie, mais après la révolution de Février 1917, il fut, comme tous les membres de la famille impériale, rayé des effectifs de l'armée et ses pensions lui furent retirées le 31 mars 1917.

#### Chronologie
- 23 novembre 1878 : 5e batterie d'artillerie des Gardes à cheval ;
- 28 janvier 1898 : 2e brigade d'artillerie de la Garde ;
- 23 novembre 1878 : régiment Préobrajenski de Sa Majesté ;
- 23 novembre 1878 : 4e bataillon d'infanterie de Sa Majesté Impériale ;
- 23 novembre 1878 : régiment de uhlans de la Garde de Sa Majesté ;
- 23 novembre 1878 : batterie de la 1re brigade de Sa Majesté Impériale le grand-duc Mikhaïl Pavlovitch ;
- 9 mai 1898 : régiment de cuirassiers de Sa Majesté Maria Fiodorovna ;
- 27 mai 1900 : bataillon des sapeurs de la Garde ;
- 1900 : 5e batterie d'artillerie des Gardes à cheval ;
- 4 octobre 1900 : régiment de protection de Sa Majesté Impériale ;
- 6 décembre 1901 : régiment de la Garde ;
- 21 juin 1902 : régiment de cuirassiers de la Garde de Sa Majesté ;
- 1909-1911 : 17e régiment de hussards de Tchernigov ;
- août 1914 : régiment de cavalerie indigène du Caucase.

### Révolution

#### Abdication deNicolasIIet règne éphémère de Michel
Nicolas II abdiqua à 3 heures 05, le matin du 2 mars 1917 (15 mars dans le calendrier grégorien), sous la pression des généraux et des représentants de la Douma d'État de l'Empire russe. Il le fit en faveur de son fils, le tsarévitch Alexis. Toutefois, Nicolas II reconsidéra ensuite sa décision, sa réflexion ayant été la suivante : le jeune tsarévitch, qui était âgé de douze ans et qui souffrait d'hémophilie, serait devenu trop vulnérable une fois séparé de ses parents. Dans un second document, signé à 11 heures 15, mais inscrit comme ayant été rédigé à 3 heures 05, heure du précédent document, Nicolas II de Russie déclara : « Notre héritage, nous le léguons à notre frère, le grand-duc Michel Alexandrovitch et lui donnons notre bénédiction pour son accession au trône ».

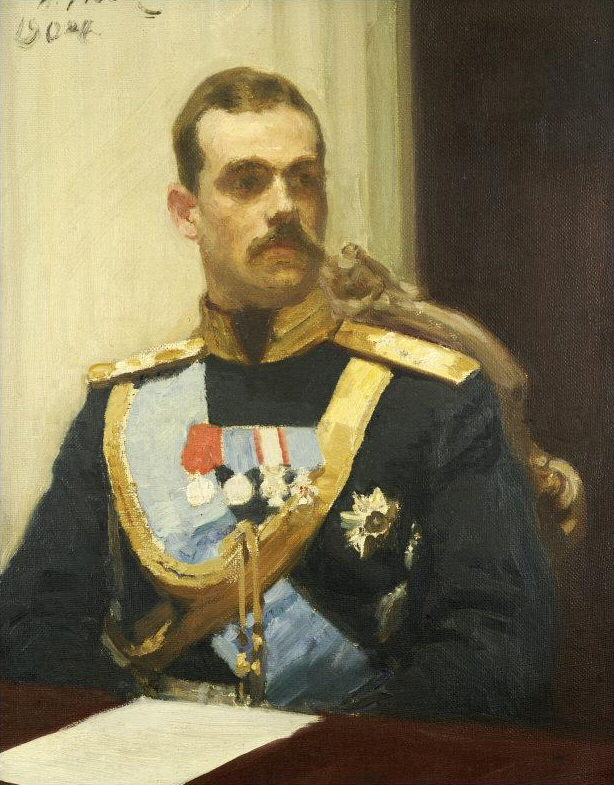
Le grand-duc Michel à l'ouverture du Conseil d'État du 7 mai 1901, en l'honneur du centième anniversaire de sa fondation, esquisse sur toile du peintre russe Ilia Répine.

L'abdication fut contresignée par le ministre de la Cour impériale, le comte Frederickz. Selon les lois fondamentales de l'Empire, Michel Alexandrovitch de Russie devint tsar de Russie le jour où l'abdication de son frère Nicolas II fut légalement proclamée. Michel Alexandrovitch fut proclamé « empereur Michel II de Russie » par les troupes russes et une minorité de villes. Bien qu'officiellement dernier monarque de Russie impériale, il n'est généralement pas retenu comme tel, puisque le dernier tsar au règne durable était son prédécesseur chassé par la Révolution, qui d'ailleurs lui survivra un peu.
L'accession au trône de Michel Alexandrovitch de Russie fut souhaitée par une partie du nouveau gouvernement provisoire, notamment Pavel Milioukov, là où d'autres, tels qu'Alexandre Kerenski, jugeaient cela impossible du fait des évènements. Le soviet de Petrograd, qui venait d'être formé, s'opposait fortement à cette accession, souhaitant l'établissement d'une République.
Arguant que le soviet n'accepterait pas le maintien de la monarchie, Alexandre Kerenski persuada le grand-duc Michel de renoncer à régner. Accompagné de deux avocats (dont Vladimir Dmitrievitch Nabokov, dont le fils était le futur écrivain Vladimir (Vladimirovitch) Nabokov), ils rédigèrent une déclaration de renonciation au trône à signer par le grand-duc. Le lendemain, le 3 mars 1917 (16 mars dans le calendrier grégorien), Michel Alexandrovitch de Russie signa le document, ayant eu peur pour sa vie. Le grand-duc ne refusait pas le trône dans cet acte d'abdication, mais y reportait l'exercice de l'autorité sur le gouvernement provisoire, dans l'attente de la réunion de l'assemblée constituante par laquelle le peuple russe déciderait de la conservation ou du remplacement de la monarchie. Le manifeste déclarait entre autres :
« Je suis fermement résolu à assumer le pouvoir si telle est la volonté de notre grand peuple qui doit désormais, au suffrage universel et par l'intermédiaire de l'Assemblée constituante, établir une forme de gouvernement et de nouvelles lois fondamentales de l'État russe ».[réf. nécessaire]
Cette renonciation au trône, bien que provisoire et conditionnelle, marque la fin du régime impérial en Russie.
Michel de Russie ne régna qu'un seul jour, bien que ce ne soit qu'en théorie car il passa la journée caché dans un appartement de peur d'être tué par la foule révolutionnaire, et se désista de tout engagement. Son frère Nicolas II de Russie est considéré comme le dernier tsar de Russie.
Lors de la prise de pouvoir par les bolcheviks en octobre 1917, le grand-duc obtint un laissez-passer danois pour l'ancien chef du gouvernement provisoire Alexandre Kerenski.
Michel de Russie et sa femme continuèrent à résider sous le gouvernement provisoire d'Alexandre Kerenski, dans leur maison de Gatchina. Mais, sous la pression des bolcheviks, le couple fut ensuite assigné à résidence dans cette demeure et continua à vivre plus ou moins à l'écart, ce qui, quelques mois plus tard, s'avéra fatal au grand-duc. En effet, à l'été 1917, celui-ci prit conscience de la gravité de la situation politique et décida à contre-cœur, dans le but de protéger son épouse et son fils, de s'exiler au Royaume-Uni. Sa décision de partir devint encore plus forte lorsqu'il fut informé de l'ordre de transfert de son frère et de la famille de celui-ci à Tobolsk. Quelque temps après sa dernière entrevue avec l'ex-tsar, le 31 juillet 1917, le grand-duc Michel et son épouse furent retenus prisonniers dans leur demeure de Gatchina. La comtesse Brassova pressentant le danger, elle tenta à plusieurs reprises d'obtenir des visas pour quitter la Russie. Elle établit un contact avec le chef de la police bolchévique de Petrograd, Moïsseï Ouritsky, et obtint un entretien avec Lénine. Ce dernier subit la colère de la comtesse, qui exigea des laissez-passer signés, mais dont toutes les tentatives demeurèrent vaines.

#### Les derniers jours
Par ordre du Sovnarkom (le Conseil des commissaires du Peuple), Michel de Russie fut arrêté et emmené à Perm, où il fut installé dans le confortable hôtel Koroliev avec son fidèle secrétaire Nikolaï Johnson (qui était russe, en dépit de son nom anglais). La comtesse Brassova obtint un rendez-vous avec Lénine, qui ne lui fit aucune promesse, précisant que « cela ne dépendait pas de lui ». Le soir même, le gouvernement soviétique décida de maintenir le grand-duc en détention dans l'Oural jusqu'à nouvel ordre.
Le grand-duc et son secrétaire bénéficiaient d'une relative liberté, n'étant pas soumis à une stricte surveillance. La nature généreuse du grand-duc le poussait à croire à un malheureux malentendu et il était convaincu de sa mise en liberté prochaine. Il ne tenta même aucune évasion. Éloigné des siens, il manifesta sa réprobation en se laissant pousser la barbe et en changeant son uniforme militaire pour des vêtements civils. Il passait alors du temps à écrire de longues lettres à son épouse, à poursuivre l'écriture de son journal et à se promener, les jours de marché, le long des étals, accompagné de son fidèle secrétaire, ainsi que dans les rues de la ville.
Hormis les gardes rouges, les habitants de Perm le considéraient toujours comme un grand-duc de Russie à qui ils faisaient montre de leur sympathie, ce qui avait le don d'irriter les Bolcheviks. Ce semblant de liberté voulu par les Gardes rouges, endormit la méfiance du grand-duc. De plus, la comtesse Brassova obtint la permission de rendre visite à son époux à Perm, pendant un mois, ce qui fut leurs derniers instants de bonheur. Au moment des adieux sur le quai de la gare, ni l'un, ni l'autre ne se doutait qu'ils s'étreignaient pour la dernière fois.
La naïveté du grand-duc lui faisait commettre nombre d'erreurs : il adressa ainsi plusieurs lettres à Lénine, afin de lui demander la permission de vivre en Crimée, comme un Russe ordinaire, ou dans son domaine de Brassovo. Il stipulait dans ses lettres qu'il n'abandonnerait ni ses titres, ni ses privilèges impériaux. Lénine et celui qui était alors son secrétaire, le sociologue et éditeur Vladimir Bontch-Brouïevitch (1873-1955), prirent un malin plaisir à se moquer du grand-duc. Lénine répondit ainsi au grand-duc : « Je ne m'occupe pas de ces affaires ».
Dans les premiers jours de juin 1918, les troupes tchétchènes restées fidèles recherchèrent leur ancien général dans la région de Perm. Un ordre provenant de Moscou ordonna alors au soviet de Perm d'assassiner le grand-duc et son secrétaire.
Aucune trace de l'implication de Lénine dans l'assassinat du grand-duc n'existe, aucun document signé de sa main n'a été découvert à ce jour. Quelques années plus tard, les proches du révolutionnaire ont reconnu que Lénine était le principal instigateur de cette exécution.[réf. nécessaire]

#### L'assassinat du grand-duc Michel

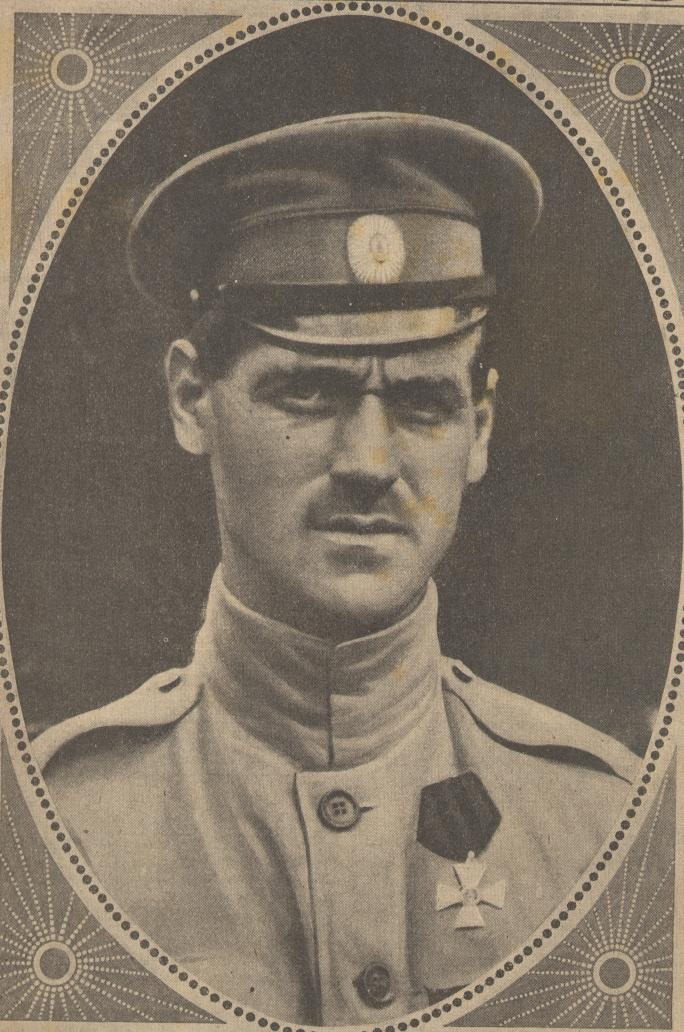
Le grand-duc Mikhaïl Alexandrovitch de Russie.

Les archives disponibles de la Russie soviétique indiquent que dans la nuit du 12 au 13 juin 1918, trois hommes de la Tchéka allèrent chercher le grand-duc et son secrétaire à l'hôtel Koroliev de Perm, où ils étaient maintenus en semi-détention. Les trois inconnus présentèrent un « mandat d'amener de la Tchéka ». L'un des hommes réveilla le grand-duc, qui refusa d'accompagner cet homme, en exigeant la présence d'un bolchevik, le président de la Tcheka Malkov. Après une empoignade par l'épaule et cette phrase lapidaire : « Vous les Romanov, vous commencez tous à nous casser les pieds ! », le grand-duc consentit à s'habiller. Les inconnus les obligèrent à monter dans deux voitures différentes. Ils se dirigèrent vers le petit village de Motovilikha, puis continuèrent pendant environ un kilomètre avant de se diriger vers une zone boisée. Joujgov cria alors : « Tout le monde descend ! » Les deux hommes descendirent des deux voitures. À peine le secrétaire Johnson avait-il posé le pied à terre que l'un des hommes, Andreï Markov, lui tira une balle en pleine tête, puis ce fut le tour du grand-duc, également atteint à la tête. Le grand-duc avait 39 ans. Les premières lueurs du jour apparaissant, la proximité de la route empêcha les trois hommes d'enterrer les cadavres. Ils les déplacèrent loin de la route et les recouvrirent de branches. Les trois hommes reprirent le chemin du hameau de Motovilikha. Le lendemain dans la nuit, Joujgov revint sur les lieux du crime et brûla les corps. Leurs dépouilles ne furent jamais retrouvées.
Le grand-duc Michel fut le premier membre de la famille impériale à être assassiné. Du 13 juin 1918 au 30 janvier 1919, dix-huit membres de la famille impériale seront assassinés, parfois dans d'atroces conditions. Michel de Russie fut assassiné quatre à cinq semaines avant son frère aîné, Nicolas II.
Son nom de baptême avait été choisi en l'honneur de son ancêtre Michel Ier de Russie, fondateur de la dynastie des Romanov qui régna pendant trois cents ans sur l'immense empire de Russie. Selon un petit nombre d'historiens, il est considéré comme étant le dernier empereur (Michel II de Russie).
Les trois hommes participant à cette exécution sommaire étaient Joujgov (qui blessa le grand-duc), Andreï Markov (?-1965) et un certain Kolpachtchikov.
Sur le mur de l'hôtel Koroliev, où le grand-duc vécut les derniers jours de son existence, une plaque fut apposée sur le lieu de sa résidence avant son assassinat. En mémoire du grand-duc et de son secrétaire, des services religieux orthodoxes sont régulièrement célébrés.

### Abdication
Dans le manifeste du 3 mars 1917, le grand-duc Michel Alexandrovitch ne refusait pas la couronne impériale, mais il ne l'acceptait pas non plus. À la lecture de ce document on constate en effet que le grand-duc ne renonçait pas au trône, malgré les dires de certains contemporains. Afin de régner en monarque constitutionnel, le grand-duc demandait, dans ce document, l'élection des députés au suffrage universel pour former une assemblée constituante. Cette élection eut lieu, mais l'assemblée fut supprimée par les bolcheviks à la révolution d'Octobre 1917.

### Réhabilitation
Le 6 juin 2009, le Parquet général de Russie a annoncé la réhabilitation du grand-duc Michel Alexandrovitch de Russie et de cinq autres membres de la famille impériale de Russie assassinés par des hommes de la Tchéka lors de la révolution russe.

## Décorations

### Décorations russes
- Ordre de Saint-André (1878).
- Ordre de Saint-Georges, 4e classe (1915).

### Décorations étrangères
- Ordre de la Toison d'or ( Espagne)[réf. nécessaire].
- Ordre suprême de la Très Sainte Annonciade ( Italie, 1901).
- Chevalier de la Jarretière ( Royaume-Uni, 1902).

## Généalogie
Michel Alexandrovitch de Russie appartient à la première branche de la maison d'Oldenbourg-Russie (maison Holstein-Gottorp-Romanov), issue de la première branche de la maison d'Holstein-Gottorp, elle-même issue de la première branche de la maison d'Oldenbourg.